# Wo Hop To
Wo Hop To (čínsky: 和合圖) je triáda se sídlem v Hongkongu. Předpokládá se, že byla založena v roce 1908 jako tajná politická organizace v rámci opozice vůči dynastii Čching. Je jedna ze čtyř hlavních triád (四大黑幫) Hongkongu, ostatní jsou: Wo Shing Wo, 14K a Sun Yee On.

## Aktivita ve Spojených státech
Během devadesátých let triáda Wo Hop To expandovala do Spojených států, začínala v San Franciscu. Americkou pobočku Wo Hop To vedli Peter Chong (莊炳強) a Raymond Chow (周國祥). Tato triáda měla v plánu ovládnout všechny asijské gangy v San Franciscu a odtud řídit celostátní distribuci drog. Wo Hop To pronásledovala gang Wah Ching který se poté přesunul do jižní Kalifornie. Po zabití vůdce gangu Wah Ching Dannyho Wonga ovládli Wo Hop To ilegální aktivity v čínské čtvrti San Francisca.